# Джет-2000
Джет-2000 — російська авіакомпанія, що спеціалізується на бізнес-авіації. Триразовий володар премії «Крила Росії» в номінації «Авіакомпанія року — оператор ділової авіації» (2005, 2007 і 2009 роках).

## Опис
Авіакомпанія почала роботу в 1999 році, її профіль — бізнес-авіація. Компанія використовує сучасні повітряні судна бізнес-класу від таких відомих у цій сфері виробників, як «Bombardier», «Gulfstream», «Dassault» і «Hawker Beechcraft». У розпорядженні компанії є окремі інженерно-авіаційні та льотні служби.
В авіапарк компанії входили: «Dassault Falcon 2000EX EASy» (2007 року) на десять пасажирів; Ан-74Д (1997 року) та «Bombardier Challenger 604» (2006 року) на дев'ять місць; два «Hawker 850XP» (2007 року та 2006 року), «Hawker 750» (2008 року) та «Raytheon Hawker 4000» (2010 року) на вісім чоловік. В даний час залишився лише один Ан-74Д.
1 березня 2012 року Росавіація анулювала сертифікат експлуатанта авіакомпанії «у зв'язку з виявленими фактами порушення (недотримання) експлуатантом сертифікаційних вимог, діючих в цивільній авіації Російської Федерації». Восени 2011 року Росавіація вже припиняла роботу «Джет-2000», але через місяць дію сертифіката було відновлено. За словами президента компанії Леоніда Кошелєва, «у „Джет-2000“ анульовано сертифікат за формальною ознакою кількості літаків у сертифікаті».